# Dettopsomyia pictipes
Dettopsomyia pictipes är en tvåvingeart som först beskrevs av Meijere 1911.  Dettopsomyia pictipes ingår i släktet Dettopsomyia och familjen daggflugor. Inga underarter finns listade i Catalogue of Life.